# Claritas Fossae
Das Grabensystem Claritas Fossae ist geprägt von hauptsächlich nordwest -südost verlaufenden bis zu mehreren hundert Meter breiten tektonischen Gräben, die im Bereich der kleineren Tharsisvulkane im Norden beginnen und die stark vulkanisch geprägten Ebenen Daedalia Planum im Westen von der östlichen Ebene Solis Planum abgrenzen.